# Yamaguchi (Nagano)
Yamaguchi (山口村, Yamaguchi-mura) est un ancien village japonais situé dans le district de Kiso de la préfecture de Nagano.

## Géographie

### Démographie
En 2003, le village de Yamaguchi avait une population of 2 052 habitants, répartis sur une superficie de 24,67 km2 (densité de population de 83 hab./km2).

## Histoire
Le 13 février 2005, les villages de Hirukawa, Kashimo et Kawaue et les bourgs de Fukuoka, Sakashita et Tsukechi (appartenant tous au district d'Ena qui sera supprimé à cette occasion) et le village de Yamaguchi du district de Kiso de la préfecture de Nagano sont réunis à Nakatsugawa (préfecture de Gifu).

Localisation de Yamaguchi dans la préfecture de Gifu.